# Codex Parisinus Graecus 74

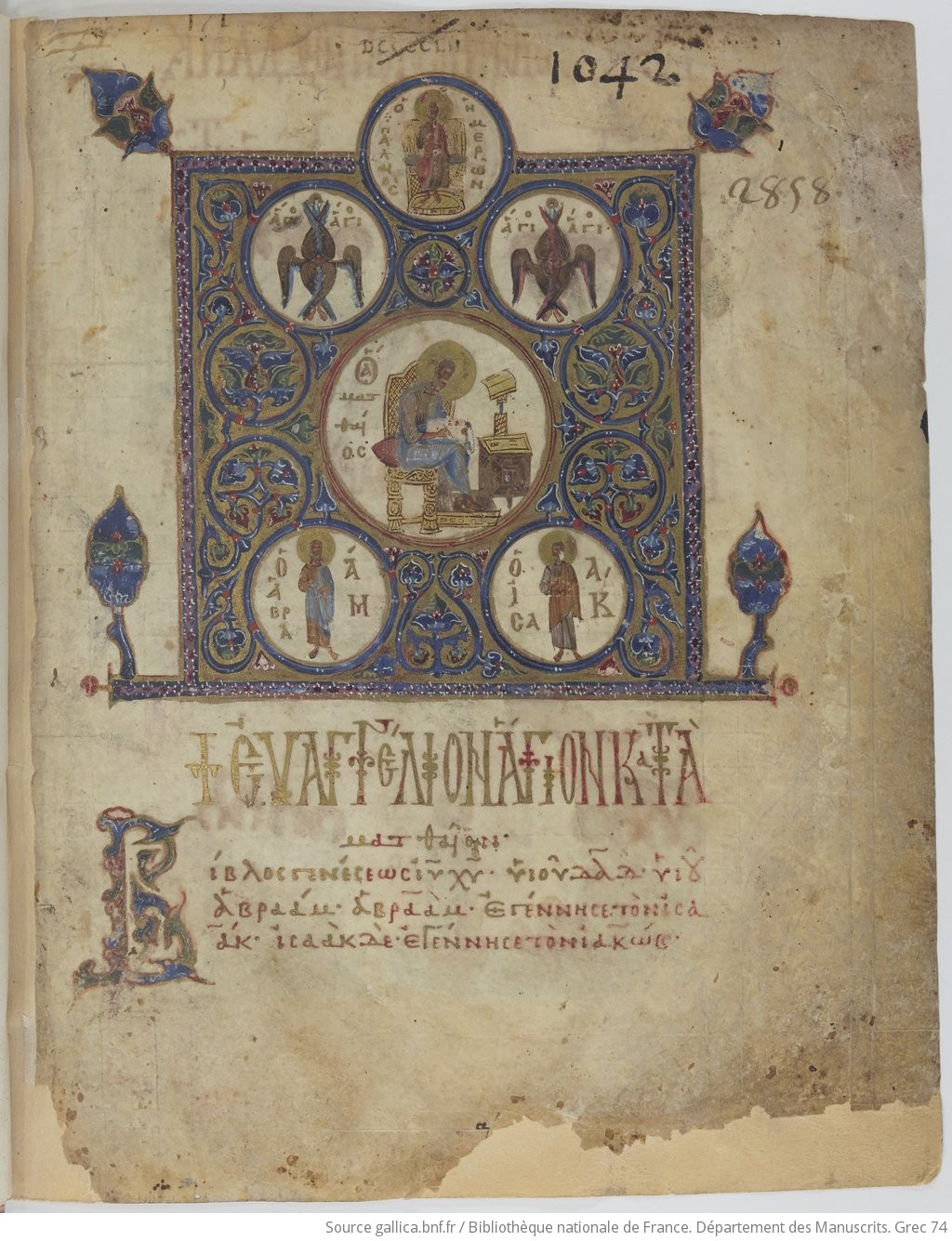
Beginn des Matthäusevangeliums (fol. 1 r.)

Der Codex Parisinus Graecus 74 (von Gregory-Aland bezeichnet als Minuskel 269) ist ein illuminiertes Vier-Evangelien-Buch (Tetraevangelion), das ins 11. oder 12. Jahrhundert datiert wird. Es befindet sich in der Bibliothèque nationale de France (BnF Grec 74).
Der Codex wurde im Jahr 1606 in rotes Maroquinleder neu gebunden. Der Buchdeckel weist die goldgeprägten Wappen von Frankreich und Navarra sowie das Monogramm Heinrichs IV. auf.
Die 215 Pergamentblätter sind in Lagen zu je acht Blättern (Quaternionen) gebunden und haben das Format 23,8 × 19,8 cm. Der griechische Minuskeltext ist einspaltig, in Kolumnen von 28 Zeilen, geschrieben, und zwar in byzantinischer Perlschrift, deren leicht nach rechts geneigte Buchstaben von der horizontalen Führungslinie herabhängen. Die Tinte ist mittelbraun, die Initialen sind karminrot und mit Gold gehöht. Einzelne Texteinheiten werden, ähnlich der späteren Verseinteilung, durch kleine rote Kreuze abgeteilt. Beigaben, die in einem byzantinischen Evangeliar üblich sind, fehlen: Es gibt keine Kanontafeln des Eusebius, keine ganzseitigen Autorenbilder der Evangelisten und keine Randbemerkungen, die die liturgische Benutzung des Buchs erleichtern könnten. Am Ende jedes Evangeliums zeigt eine Miniatur den Evangelisten im Gespräch mit einer Gestalt, die durch Beischrift als „der Herr Abt“ identifiziert wird; darauf folgt jeweils ein Gedicht, in dem der Abt ermahnt wird, seine Mönchsgemeinschaft weise zu leiten.

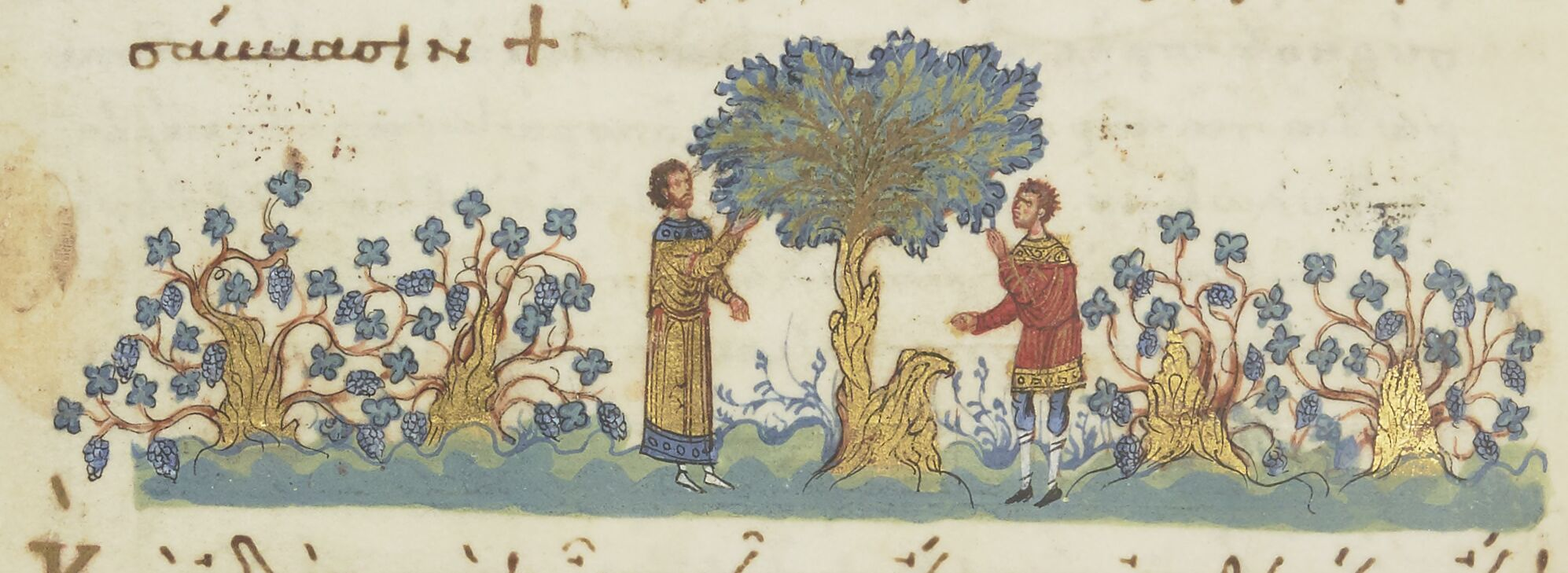
Gleichnis vom Feigenbaum ohne Früchte (fol. 138 v.)

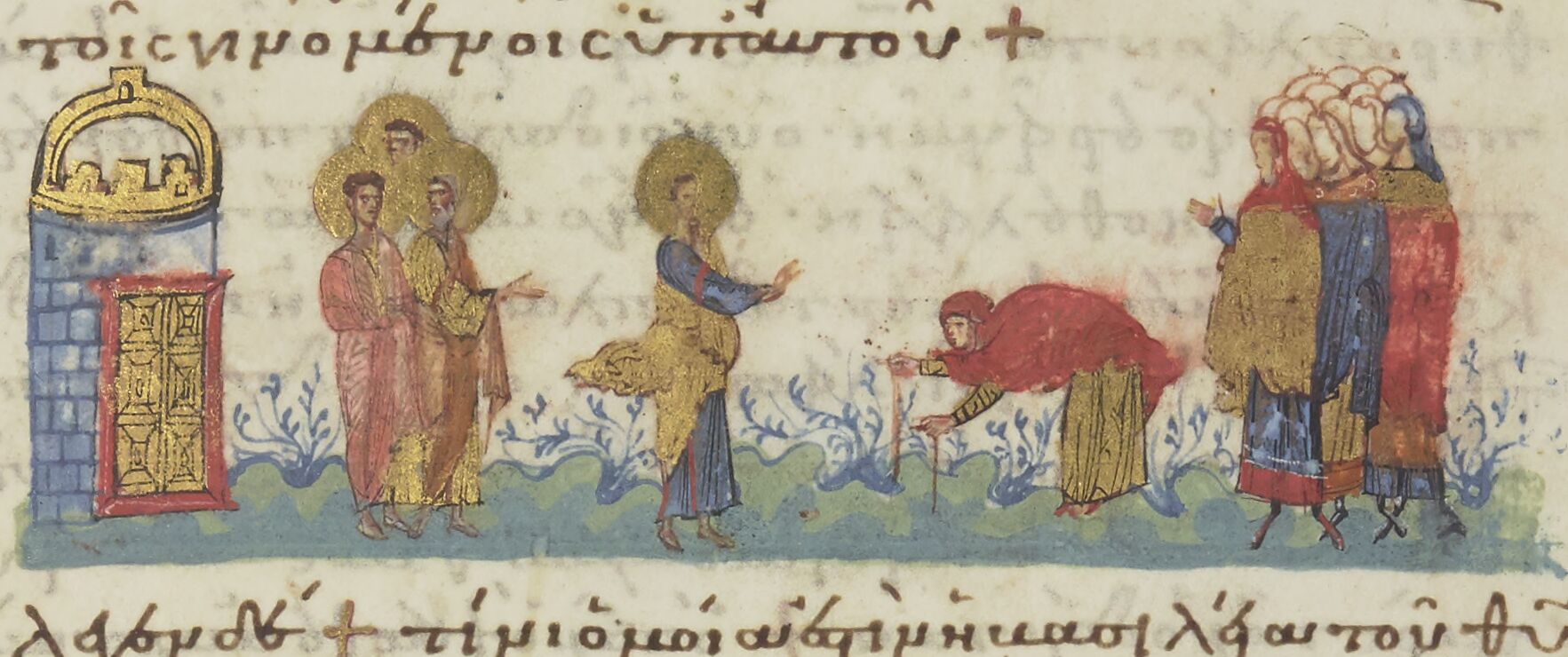
Jesus heilt eine verkrümmte Frau (fol. 139 r.)

Der Codex bietet die weit verbreitete byzantinische Textform der Evangelien. Bemerkenswert ist er durch 372 streifenförmige Miniaturen (108 zum Matthäusevangelium, 67 zum Markusevangelium, 102 zum Lukasevangelium und 95 zum Johannesevangelium). Henri Omont zufolge gibt es wohl „kein anderes griechisches Manuskript, das eine so vollständige, so zahlreiche und so vielfältige Abfolge von Buchmalereien aufweisen kann, welche die Erzählungen der vier Evangelisten bis ins kleinste Detail vor Augen führen.“ Eine Miniatur kann mehrere Abschnitte des Evangelientextes oder mehrere Szenen der gleichen Perikope darstellen. Ein weiteres mit friesartigen Miniaturen versehenes griechisches Evangelienbuch befindet sich in der Biblioteca Medicea Laurenziana in Florenz (Plut. VI.23); es ist wahrscheinlich etwas jünger als der Codex Parisinus Graecus 74.
Die Ähnlichkeit des Codex Parisinus Graecus 74 mit dem Theodor-Psalter (British Library, Add MS 19352) ist auffällig. Letzterer wurde laut seinem Kolophon im Jahr 1066 im Studionkloster zu Konstantinopel geschrieben und illuminiert. Der Parisinus Graecus 74 oder ein ihm sehr ähnliches Manuskript wurde mehrfach kopiert: zweimal in Georgien im 12. Jahrhundert und einmal in Bulgarien im 14. Jahrhundert; das bulgarische Evangelienbuch diente direkt oder indirekt als Vorlage für zwei rumänische Evangelienbücher des 16. und frühen 17. Jahrhunderts.